# Ackerlinge
Die  Ackerlinge (Agrocybe), gelegentlich auch Erdschüpplinge genannt, sind eine Gattung der Träuschlingsverwandten (Strophariaceae). Es handelt sich um Pilze mit kleinen bis mittelgroßen, fleischigen Fruchtkörpern. Sie verfügen über konvexe Hüte, breite Lamellen und blasse Stiele. Die Gattung umfasst rund 50 Arten, die sich als Saprobionten alle von abgestorbenem Pflanzengewebe ernähren. Die Fruchtkörper sind deshalb meist auf den namensgebenden Äckern, Wiesen, Parkflächen, Komposthaufen oder seltener auf Totholz zu finden. Die Gattung ist über die ganze Welt verbreitet.
Die Typusart ist der Frühe Ackerling (Agrocybe praecox). Üblicherweise wird die Gattung den sogenannten Little brown mushrooms zugeordnet.  

## Merkmale

### Makroskopische Merkmale
Die Fruchtkörper der Ackerlinge sind kleine oder mittelgroße, gestielte Pilze mit zumindest anfangs gewölbten Hüten und Lamellen. Der Hut hat eine trocken-matte bis leicht klebrige Oberflächenbeschaffenheit. Die meist breiten Lamellen sind ausgebuchtet oder gerade am Stiel angewachsen. Der Stiel ist bei jungen Fruchtkörpern blass oder weißlich. Im Alter verfärbt er sich meist von der Basis aufwärts dunkel. Gelegentlich verfügt er an der Basis über wurzelähnliche Rhizoiden; eine Art, der Sklerotien- oder Geschwänzte Ackerling (A. arvalis), bildet Sklerotien aus. Einige Arten verfügen über ein Velum partiale, das später als Ring am Stiel zurückbleibt; keine der Arten hat jedoch eine Volva. Der Sporenabdruck der Ackerlinge ist graubraun, dunkel violettbraun oder tabakfarben.

### Mikroskopische Merkmale
Die Huthaut der Ackerlinge besteht aus birnenförmigen oder kugeligen Zellen. Die Hyphen verfügen in der Regel über Schnallen, die Trama der Lamellen ist regulär aufgebaut. Alle Arten besitzen Cheilo- und fast immer auch Pleurozystiden. Ihre Sporen sind elliptisch oder eiförmig, besitzen eine glatte Oberfläche und einen Keimporus unterschiedlicher Größe.

## Ökologie und Vorkommen
Ackerlinge sind Saprobionten und ernähren sich von abgestorbenem Pflanzengewebe. Die meisten Arten bauen die Bestandteile abgestorbener Gräser ab und sind daher auf Rasenflächen, Wiesen oder Stoppelfeldern zu finden. Die Gattung ist weltweit mit Ausnahme der Arktis verbreitet.

## Arten
Die Ackerlinge umfassen rund 50 Arten. In Europa kommen 25 Arten vor bzw. sind dort zu erwarten.
| Ackerlinge (Agrocybe) in Europa |                                                           |                                           |
| \| Deutscher Name \| Wissenschaftlicher Name \| Autorenzitat \| \| ----------------------------------------- \| --------------------------------------------------------- \| ----------------------------------------- \| \| Sklerotien- oder Geschwänzter Ackerling \| Agrocybe arvalis \| (Fries 1821 : Fries 1821) Singer 1936 \| \| Klebriger Ackerling \| Agrocybe attenuata \| (Kühner 1953) P.D. Orton 1960 \| \| Kohlen-Ackerling \| Agrocybe carbonicola \| Migliozzi & Coccia 1993 \| \| Kleinsporiger Schilf-Ackerling \| Agrocybe carolae \| Arras, Brotzu, Contu & Piga 1998 \| \| \| Agrocybe cyanescens \| Contu 1998 \| \| Weißer oder Rissiger Ackerling \| Agrocybe dura \| (Bolton 1788 : Fries 1821) Singer 1936 \| \| Sumpfwiesen-Ackerling \| Agrocybe elatella \| (P. Karsten 1883) Vesterholt 1989 \| \| Mehligriechender Ackerling \| Agrocybe farinacea \| Hongo 1957 \| \| Samtiger Ackerling \| Agrocybe firma \| (Peck 1902) Singer 1940 \| \| \| Agrocybe metuloidiphora (beschrieben als metuloidaephora) \| Ballero, Contu & Martis 1991 \| \| \| Agrocybe ochracea \| Nauta 2004 \| \| Raustieliger oder Halbkugeliger Ackerling \| Agrocybe pediades \| (Fries 1821 : Fries 1821) Fayod 1889 \| \| Früher oder Voreilender Ackerling \| Agrocybe praecox \| (Persoon 1801 : Fries 1821) Fayod 1889 \| \| Winziger Ackerling \| Agrocybe pusiola \| (Fries 1828) R. Heim 1934 \| \| Falber Ackerling \| Agrocybe putaminum \| (Maire 1913) Singer 1936 \| \| Runzeliger Ackerling \| Agrocybe rivulosa \| Nauta 2003 \| \| Behaarter Ackerling \| Agrocybe setulosa \| G. Moreno & Barrasa 1984 \| \| \| Agrocybe smithii \| Watling & H.E. Bigelow 1983 \| \| Glänzender Ackerling \| Agrocybe splendida \| Clémençon 1977 \| \| Orangescheibiger Ackerling \| Agrocybe splendidoides \| Migliozzi & Coccia 1993 \| \| Tabakbrauner Ackerling \| Agrocybe tabacina \| (De Candolle 1815) Konrad & Maublanc 1949 \| \| Hohlstieliger Ackerling \| Agrocybe vervacti \| (Fries 1821 : Fries 1821) Singer 1936 \| \| Genarbter Ackerling \| Agrocybe xanthocystis \| Bon & Jamoni in Jamoni 1993 \| |                                                           |                                           |
| Deutscher Name | Wissenschaftlicher Name                                   | Autorenzitat                              |
| Sklerotien- oder Geschwänzter Ackerling | Agrocybe arvalis                                          | (Fries 1821 : Fries 1821) Singer 1936     |
| Klebriger Ackerling | Agrocybe attenuata                                        | (Kühner 1953) P.D. Orton 1960             |
| Kohlen-Ackerling | Agrocybe carbonicola                                      | Migliozzi & Coccia 1993                   |
| Kleinsporiger Schilf-Ackerling | Agrocybe carolae                                          | Arras, Brotzu, Contu & Piga 1998          |
| | Agrocybe cyanescens                                       | Contu 1998                                |
| Weißer oder Rissiger Ackerling | Agrocybe dura                                             | (Bolton 1788 : Fries 1821) Singer 1936    |
| Sumpfwiesen-Ackerling | Agrocybe elatella                                         | (P. Karsten 1883) Vesterholt 1989         |
| Mehligriechender Ackerling | Agrocybe farinacea                                        | Hongo 1957                                |
| Samtiger Ackerling | Agrocybe firma                                            | (Peck 1902) Singer 1940                   |
| | Agrocybe metuloidiphora (beschrieben als metuloidaephora) | Ballero, Contu & Martis 1991              |
| | Agrocybe ochracea                                         | Nauta 2004                                |
| Raustieliger oder Halbkugeliger Ackerling | Agrocybe pediades                                         | (Fries 1821 : Fries 1821) Fayod 1889      |
| Früher oder Voreilender Ackerling | Agrocybe praecox                                          | (Persoon 1801 : Fries 1821) Fayod 1889    |
| Winziger Ackerling | Agrocybe pusiola                                          | (Fries 1828) R. Heim 1934                 |
| Falber Ackerling | Agrocybe putaminum                                        | (Maire 1913) Singer 1936                  |
| Runzeliger Ackerling | Agrocybe rivulosa                                         | Nauta 2003                                |
| Behaarter Ackerling | Agrocybe setulosa                                         | G. Moreno & Barrasa 1984                  |
| | Agrocybe smithii                                          | Watling & H.E. Bigelow 1983               |
| Glänzender Ackerling | Agrocybe splendida                                        | Clémençon 1977                            |
| Orangescheibiger Ackerling | Agrocybe splendidoides                                    | Migliozzi & Coccia 1993                   |
| Tabakbrauner Ackerling | Agrocybe tabacina                                         | (De Candolle 1815) Konrad & Maublanc 1949 |
| Hohlstieliger Ackerling | Agrocybe vervacti                                         | (Fries 1821 : Fries 1821) Singer 1936     |
| Genarbter Ackerling | Agrocybe xanthocystis                                     | Bon & Jamoni in Jamoni 1993               |

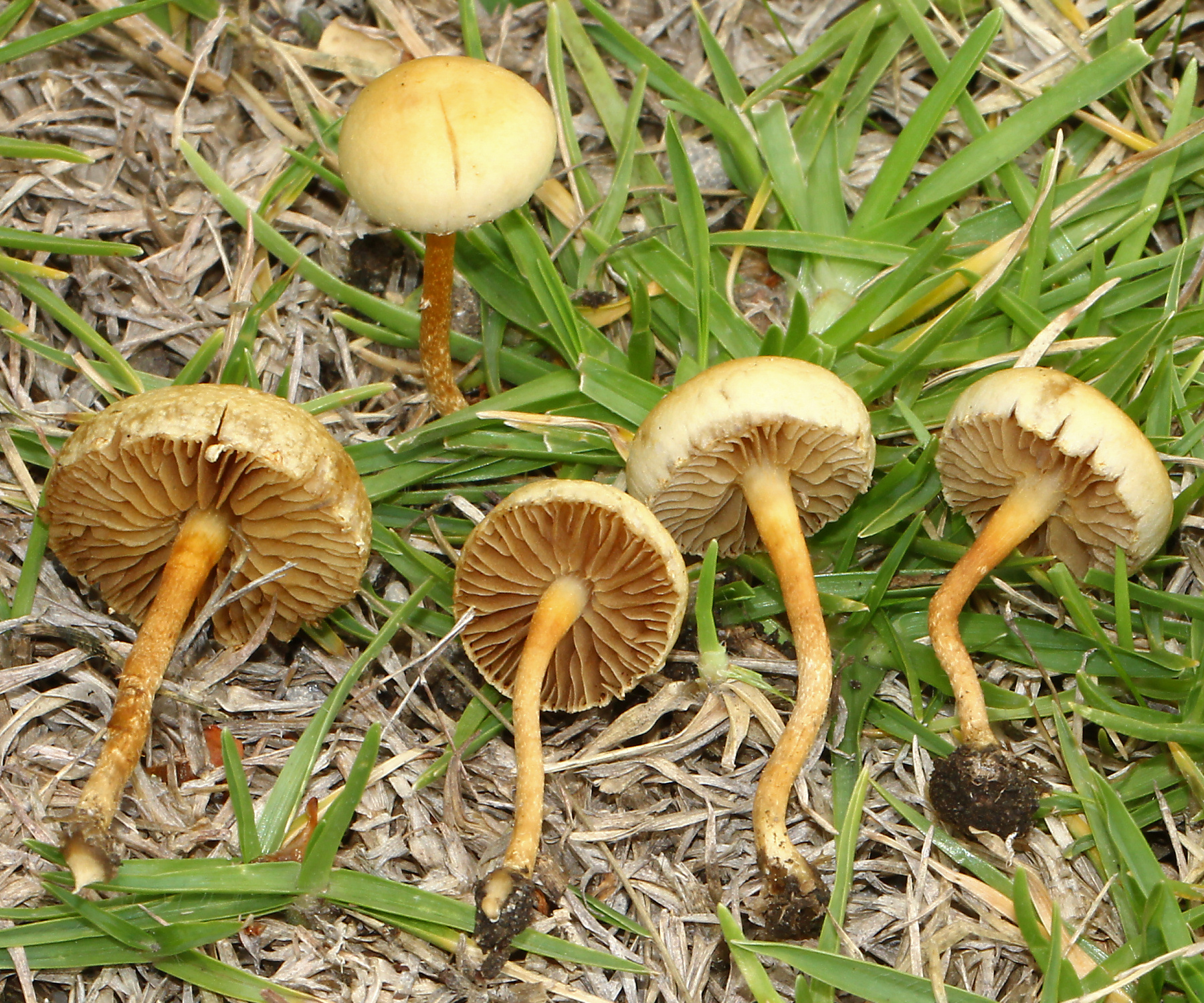
Raustieliger Ackerling Agrocybe pediades
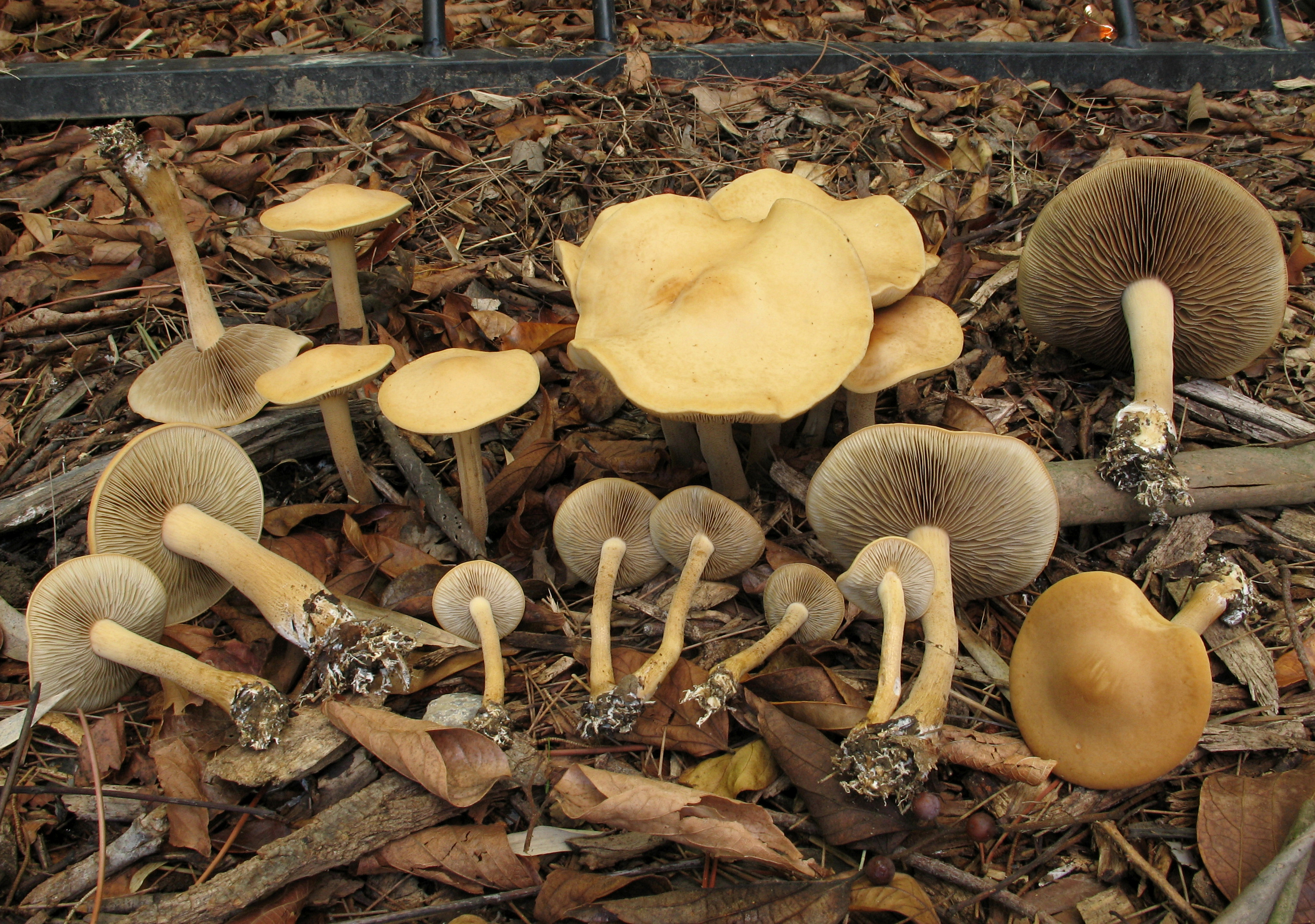
Falber Ackerling Agrocybe putaminum
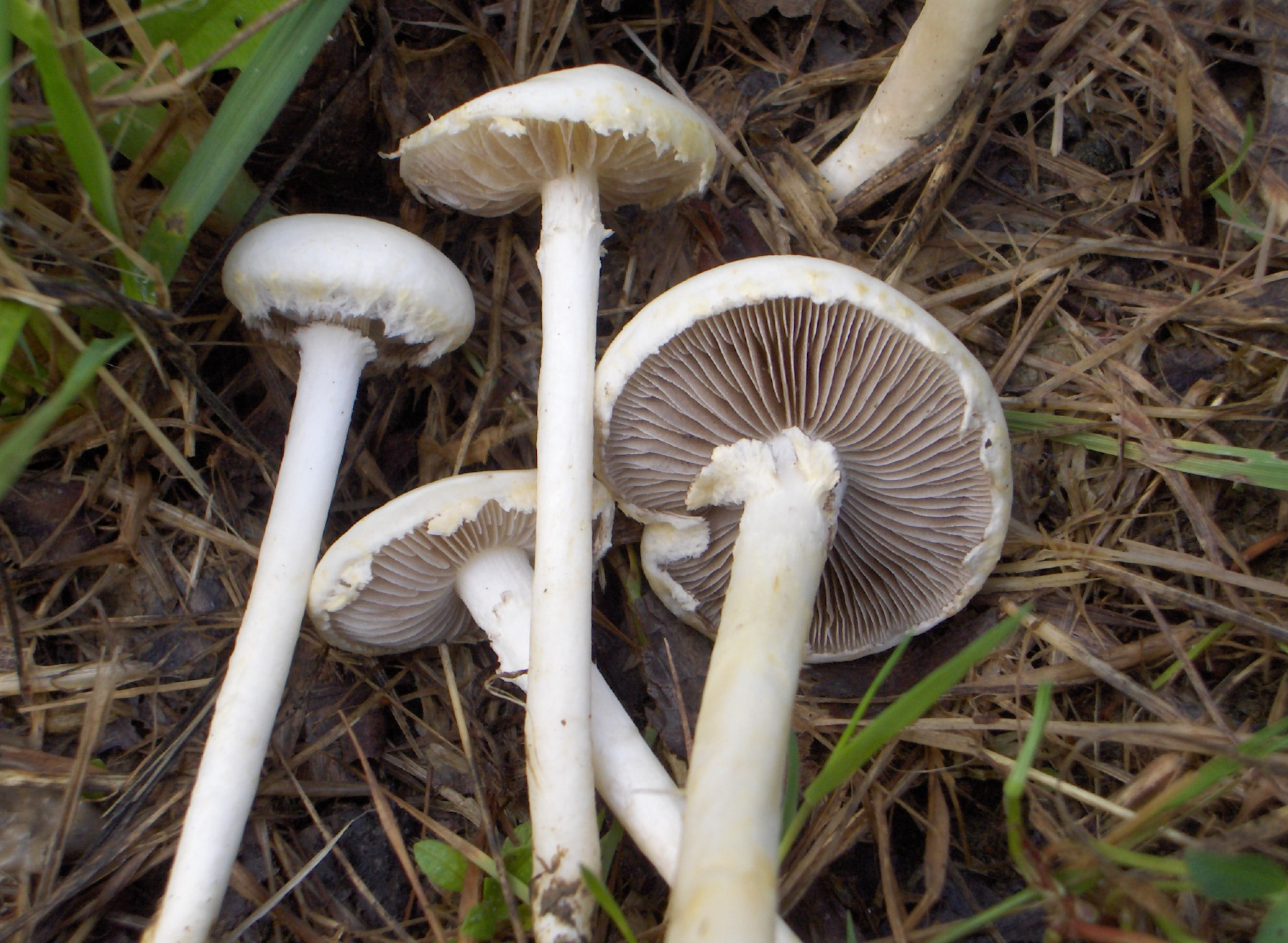
Weißer Ackerling Agrocybe dura
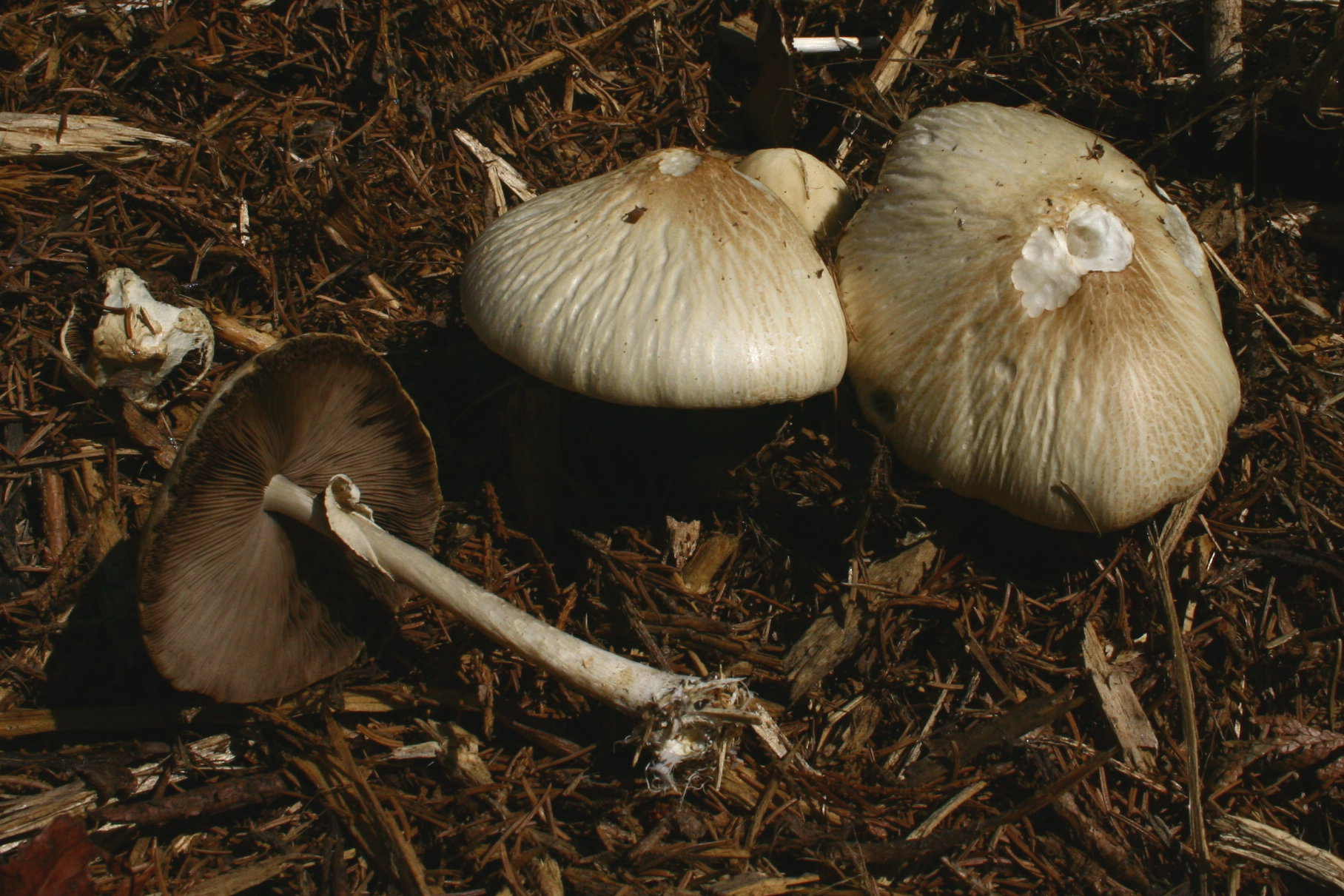
Runzeliger Ackerling Agrocybe rivulosa

## Systematik
Einige Arten der Gattung mit reduziertem Keimporus wurden ausgegliedert und in die Gattung Cyclocybe gestellt, darunter der Südliche (C. cylindracea) und der Leberbraune Ackerling (C. erebia). Anhand phylogenetischer Untersuchungen wurde deutlich, dass die Arten der Gattung Cyclocybe nicht wie die Ackerlinge zu den Träuschlingsverwandten, sondern zur Familie der Trompetenschnitzlingsverwandten (Tubariaceae) gehören.